# Lista di asteroidi (28001-29000)
2Di seguito una lista di asteroidi dal numero 28001 al 29000 con data di scoperta e scopritore.

## 28001-28100
| Nome                  | Designazione provvisoria | Data di scoperta  | Scopritore                           |
| --------------------- | ------------------------ | ----------------- | ------------------------------------ |
| 28001 -               | 1997 WD41                | 29 novembre 1997  | LINEAR                               |
| 28002 -               | 1997 WO51                | 29 novembre 1997  | LINEAR                               |
| 28003 -               | 1997 WT52                | 29 novembre 1997  | LINEAR                               |
| 28004 Terakawa        | 1997 XA                  | 2 dicembre 1997   | M. Akiyama                           |
| 28005 -               | 1997 XC                  | 1 dicembre 1997   | R. Linderholm                        |
| 28006 -               | 1997 XM5                 | 3 dicembre 1997   | T. Kagawa, T. Urata                  |
| 28007 Galhassin       | 1997 XO10                | 7 dicembre 1997   | A. Boattini, M. Tombelli             |
| 28008 -               | 1997 XR11                | 5 dicembre 1997   | Y. Shimizu, T. Urata                 |
| 28009 -               | 1997 YY1                 | 21 dicembre 1997  | T. Kobayashi                         |
| 28010 -               | 1997 YE3                 | 24 dicembre 1997  | T. Kobayashi                         |
| 28011 -               | 1997 YW3                 | 22 dicembre 1997  | Beijing Schmidt CCD Asteroid Program |
| 28012 -               | 1997 YH4                 | 23 dicembre 1997  | Beijing Schmidt CCD Asteroid Program |
| 28013 -               | 1997 YL4                 | 24 dicembre 1997  | Beijing Schmidt CCD Asteroid Program |
| 28014 -               | 1997 YS5                 | 25 dicembre 1997  | T. Kobayashi                         |
| 28015 -               | 1997 YG9                 | 26 dicembre 1997  | S. P. Laurie                         |
| 28016 -               | 1997 YV11                | 30 dicembre 1997  | T. Kobayashi                         |
| 28017 -               | 1997 YV13                | 31 dicembre 1997  | T. Kobayashi                         |
| 28018 -               | 1998 AG                  | 4 gennaio 1998    | Beijing Schmidt CCD Asteroid Program |
| 28019 Warchal         | 1998 AW8                 | 14 gennaio 1998   | L. Šarounová                         |
| 28020 -               | 1998 BP5                 | 22 gennaio 1998   | Spacewatch                           |
| 28021 -               | 1998 BP6                 | 22 gennaio 1998   | P. Antonini                          |
| 28022 -               | 1998 BA9                 | 25 gennaio 1998   | NEAT                                 |
| 28023 -               | 1998 BF11                | 23 gennaio 1998   | LINEAR                               |
| 28024 -               | 1998 BT14                | 25 gennaio 1998   | Y. Shimizu, T. Urata                 |
| 28025 -               | 1998 BD41                | 25 gennaio 1998   | NEAT                                 |
| 28026 -               | 1998 CN1                 | 6 febbraio 1998   | Beijing Schmidt CCD Asteroid Program |
| 28027 -               | 1998 CC5                 | 6 febbraio 1998   | E. W. Elst                           |
| 28028 -               | 1998 DS8                 | 22 febbraio 1998  | Beijing Schmidt CCD Asteroid Program |
| 28029 -               | 1998 DW9                 | 20 febbraio 1998  | F. B. Zoltowski                      |
| 28030 -               | 1998 DW12                | 26 febbraio 1998  | Kleť                                 |
| 28031 -               | 1998 DX17                | 23 febbraio 1998  | Spacewatch                           |
| 28032 -               | 1998 DZ23                | 17 febbraio 1998  | Y. Shimizu, T. Urata                 |
| 28033 -               | 1998 EE9                 | 5 marzo 1998      | Beijing Schmidt CCD Asteroid Program |
| 28034 -               | 1998 EU13                | 1 marzo 1998      | E. W. Elst                           |
| 28035 -               | 1998 FY1                 | 21 marzo 1998     | Spacewatch                           |
| 28036 -               | 1998 FZ26                | 20 marzo 1998     | LINEAR                               |
| 28037 Williammonts    | 1998 FS33                | 20 marzo 1998     | LINEAR                               |
| 28038 Nicoleodzer     | 1998 FK35                | 20 marzo 1998     | LINEAR                               |
| 28039 Mauraoei        | 1998 FV78                | 24 marzo 1998     | LINEAR                               |
| 28040 -               | 1998 FF80                | 24 marzo 1998     | LINEAR                               |
| 28041 -               | 1998 FQ87                | 24 marzo 1998     | LINEAR                               |
| 28042 Mayapatel       | 1998 FB90                | 24 marzo 1998     | LINEAR                               |
| 28043 Mabelwheeler    | 1998 FX90                | 24 marzo 1998     | LINEAR                               |
| 28044 -               | 1998 FD116               | 31 marzo 1998     | LINEAR                               |
| 28045 Johnwilkins     | 1998 FB118               | 31 marzo 1998     | LINEAR                               |
| 28046 -               | 1998 HB14                | 24 aprile 1998    | NEAT                                 |
| 28047 -               | 1998 HU90                | 21 aprile 1998    | LINEAR                               |
| 28048 Camilleyoke     | 1998 HH91                | 21 aprile 1998    | LINEAR                               |
| 28049 Yvonnealex      | 1998 HM94                | 21 aprile 1998    | LINEAR                               |
| 28050 Asekomeh        | 1998 HC99                | 21 aprile 1998    | LINEAR                               |
| 28051 Bruzzone        | 1998 HS153               | 25 aprile 1998    | LONEOS                               |
| 28052 Lowellputnam    | 1998 KP1                 | 18 maggio 1998    | LONEOS                               |
| 28053 Kimberlyputnam  | 1998 KE4                 | 22 maggio 1998    | LONEOS                               |
| 28054 -               | 1998 KE50                | 23 maggio 1998    | LINEAR                               |
| 28055 -               | 1998 MX                  | 16 giugno 1998    | LINEAR                               |
| 28056 -               | 1998 MK5                 | 20 giugno 1998    | Spacewatch                           |
| 28057 Hollars         | 1998 MM37                | 24 giugno 1998    | LONEOS                               |
| 28058 -               | 1998 NF                  | 1 luglio 1998     | J. Broughton                         |
| 28059 Kiliaan         | 1998 OZ7                 | 26 luglio 1998    | E. W. Elst                           |
| 28060 -               | 1998 OL8                 | 26 luglio 1998    | E. W. Elst                           |
| 28061 -               | 1998 ON11                | 26 luglio 1998    | E. W. Elst                           |
| 28062 -               | 1998 OZ11                | 22 luglio 1998    | J. Broughton                         |
| 28063 -               | 1998 OR14                | 26 luglio 1998    | E. W. Elst                           |
| 28064 -               | 1998 QX10                | 17 agosto 1998    | LINEAR                               |
| 28065 -               | 1998 QZ10                | 17 agosto 1998    | LINEAR                               |
| 28066 -               | 1998 QA11                | 17 agosto 1998    | LINEAR                               |
| 28067 -               | 1998 QA14                | 17 agosto 1998    | LINEAR                               |
| 28068 Stephbillings   | 1998 QO21                | 17 agosto 1998    | LINEAR                               |
| 28069 -               | 1998 QQ22                | 17 agosto 1998    | LINEAR                               |
| 28070 -               | 1998 QS25                | 17 agosto 1998    | LINEAR                               |
| 28071 -               | 1998 QC26                | 25 agosto 1998    | Višnjan Observatory                  |
| 28072 Lindbowerman    | 1998 QT31                | 17 agosto 1998    | LINEAR                               |
| 28073 Fohner          | 1998 QT40                | 17 agosto 1998    | LINEAR                               |
| 28074 Matgallagher    | 1998 QM41                | 17 agosto 1998    | LINEAR                               |
| 28075 Emilyhoffman    | 1998 QU44                | 17 agosto 1998    | LINEAR                               |
| 28076 -               | 1998 QS48                | 17 agosto 1998    | LINEAR                               |
| 28077 Hard            | 1998 QH55                | 27 agosto 1998    | LONEOS                               |
| 28078 Mauricehilleman | 1998 QM55                | 26 agosto 1998    | ODAS                                 |
| 28079 -               | 1998 QY63                | 24 agosto 1998    | LINEAR                               |
| 28080 -               | 1998 QS72                | 24 agosto 1998    | LINEAR                               |
| 28081 Carriehudson    | 1998 QN80                | 24 agosto 1998    | LINEAR                               |
| 28082 -               | 1998 QF88                | 24 agosto 1998    | LINEAR                               |
| 28083 -               | 1998 QP90                | 28 agosto 1998    | LINEAR                               |
| 28084 -               | 1998 QH92                | 28 agosto 1998    | LINEAR                               |
| 28085 -               | 1998 QO98                | 28 agosto 1998    | LINEAR                               |
| 28086 -               | 1998 QW100               | 26 agosto 1998    | E. W. Elst                           |
| 28087 -               | 1998 QH101               | 26 agosto 1998    | E. W. Elst                           |
| 28088 -               | 1998 RQ2                 | 14 settembre 1998 | LINEAR                               |
| 28089 -               | 1998 RD17                | 14 settembre 1998 | LINEAR                               |
| 28090 -               | 1998 RW32                | 14 settembre 1998 | LINEAR                               |
| 28091 Mikekane        | 1998 RQ49                | 14 settembre 1998 | LINEAR                               |
| 28092 Joannekear      | 1998 RT53                | 14 settembre 1998 | LINEAR                               |
| 28093 Staceylevoit    | 1998 RG54                | 14 settembre 1998 | LINEAR                               |
| 28094 Michellewis     | 1998 RE56                | 14 settembre 1998 | LINEAR                               |
| 28095 Seanmahoney     | 1998 RA57                | 14 settembre 1998 | LINEAR                               |
| 28096 Kathrynmarsh    | 1998 RS59                | 14 settembre 1998 | LINEAR                               |
| 28097 -               | 1998 RZ63                | 14 settembre 1998 | LINEAR                               |
| 28098 -               | 1998 RJ64                | 14 settembre 1998 | LINEAR                               |
| 28099 -               | 1998 RZ66                | 14 settembre 1998 | LINEAR                               |
| 28100 -               | 1998 RG69                | 14 settembre 1998 | LINEAR                               |

## 28101-28200
| Nome                  | Designazione provvisoria | Data di scoperta  | Scopritore                           |
| --------------------- | ------------------------ | ----------------- | ------------------------------------ |
| 28101 -               | 1998 RP71                | 14 settembre 1998 | LINEAR                               |
| 28102 -               | 1998 RM79                | 14 settembre 1998 | LINEAR                               |
| 28103 Benmcpheron     | 1998 RK80                | 14 settembre 1998 | LINEAR                               |
| 28104 -               | 1998 SL1                 | 16 settembre 1998 | ODAS                                 |
| 28105 Santallo        | 1998 SC4                 | 18 settembre 1998 | ODAS                                 |
| 28106 -               | 1998 SE10                | 16 settembre 1998 | ODAS                                 |
| 28107 Sapar           | 1998 SA13                | 22 settembre 1998 | L. Šarounová                         |
| 28108 Sydneybarnes    | 1998 SB24                | 17 settembre 1998 | LONEOS                               |
| 28109 -               | 1998 SA29                | 18 settembre 1998 | Spacewatch                           |
| 28110 -               | 1998 SG30                | 19 settembre 1998 | Spacewatch                           |
| 28111 -               | 1998 SY31                | 20 settembre 1998 | Spacewatch                           |
| 28112 -               | 1998 SN37                | 21 settembre 1998 | Spacewatch                           |
| 28113 -               | 1998 SD43                | 23 settembre 1998 | Beijing Schmidt CCD Asteroid Program |
| 28114 -               | 1998 SE43                | 23 settembre 1998 | Beijing Schmidt CCD Asteroid Program |
| 28115 -               | 1998 SN50                | 26 settembre 1998 | Spacewatch                           |
| 28116 Kunovac         | 1998 SP56                | 17 settembre 1998 | LONEOS                               |
| 28117 Mort            | 1998 SK57                | 17 settembre 1998 | LONEOS                               |
| 28118 Vaux            | 1998 SR57                | 17 settembre 1998 | LONEOS                               |
| 28119 -               | 1998 SX71                | 21 settembre 1998 | E. W. Elst                           |
| 28120 -               | 1998 SX72                | 21 settembre 1998 | E. W. Elst                           |
| 28121 -               | 1998 SY72                | 21 settembre 1998 | E. W. Elst                           |
| 28122 -               | 1998 SJ74                | 21 settembre 1998 | E. W. Elst                           |
| 28123 -               | 1998 SM74                | 21 settembre 1998 | E. W. Elst                           |
| 28124 -               | 1998 SD79                | 26 settembre 1998 | LINEAR                               |
| 28125 Juliomiguez     | 1998 SR107               | 26 settembre 1998 | LINEAR                               |
| 28126 Nydegger        | 1998 SF109               | 26 settembre 1998 | LINEAR                               |
| 28127 Ogden-Stenerson | 1998 SL110               | 26 settembre 1998 | LINEAR                               |
| 28128 Cynthrossman    | 1998 ST118               | 26 settembre 1998 | LINEAR                               |
| 28129 Teresummers     | 1998 SF121               | 26 settembre 1998 | LINEAR                               |
| 28130 Troemper        | 1998 SK124               | 26 settembre 1998 | LINEAR                               |
| 28131 Dougwelch       | 1998 SX127               | 26 settembre 1998 | LINEAR                               |
| 28132 Karenzobel      | 1998 SY128               | 26 settembre 1998 | LINEAR                               |
| 28133 Kylebardwell    | 1998 SS130               | 26 settembre 1998 | LINEAR                               |
| 28134 -               | 1998 SB131               | 26 settembre 1998 | LINEAR                               |
| 28135 -               | 1998 ST131               | 26 settembre 1998 | LINEAR                               |
| 28136 Chasegross      | 1998 SB134               | 26 settembre 1998 | LINEAR                               |
| 28137 Helenyao        | 1998 SY138               | 26 settembre 1998 | LINEAR                               |
| 28138 -               | 1998 SD141               | 26 settembre 1998 | LINEAR                               |
| 28139 -               | 1998 SN141               | 26 settembre 1998 | LINEAR                               |
| 28140 -               | 1998 SR144               | 20 settembre 1998 | E. W. Elst                           |
| 28141 ten Brummelaar  | 1998 TC                  | 2 ottobre 1998    | LONEOS                               |
| 28142 -               | 1998 TU                  | 12 ottobre 1998   | Spacewatch                           |
| 28143 -               | 1998 TK5                 | 13 ottobre 1998   | K. Korlević                          |
| 28144 -               | 1998 TN13                | 13 ottobre 1998   | Spacewatch                           |
| 28145 -               | 1998 TY18                | 14 ottobre 1998   | Beijing Schmidt CCD Asteroid Program |
| 28146 Nackard         | 1998 TC32                | 11 ottobre 1998   | LONEOS                               |
| 28147 Colbath         | 1998 TD32                | 11 ottobre 1998   | LONEOS                               |
| 28148 Fuentes         | 1998 TL34                | 14 ottobre 1998   | LONEOS                               |
| 28149 Arieldaniel     | 1998 TX34                | 14 ottobre 1998   | LONEOS                               |
| 28150 -               | 1998 UC1                 | 17 ottobre 1998   | P. Pravec                            |
| 28151 Markknopfler    | 1998 UG6                 | 22 ottobre 1998   | ODAS                                 |
| 28152 -               | 1998 UK8                 | 24 ottobre 1998   | T. Kobayashi                         |
| 28153 -               | 1998 UU20                | 29 ottobre 1998   | K. Korlević                          |
| 28154 -               | 1998 UQ26                | 18 ottobre 1998   | E. W. Elst                           |
| 28155 Chengzhendai    | 1998 UB40                | 28 ottobre 1998   | LINEAR                               |
| 28156 McColl          | 1998 UF41                | 28 ottobre 1998   | LINEAR                               |
| 28157 -               | 1998 VY3                 | 11 novembre 1998  | ODAS                                 |
| 28158 -               | 1998 VT6                 | 12 novembre 1998  | T. Kobayashi                         |
| 28159 Giuricich       | 1998 VM7                 | 10 novembre 1998  | LINEAR                               |
| 28160 -               | 1998 VC11                | 10 novembre 1998  | LINEAR                               |
| 28161 Neelpatel       | 1998 VB13                | 10 novembre 1998  | LINEAR                               |
| 28162 -               | 1998 VD14                | 10 novembre 1998  | LINEAR                               |
| 28163 Lorikim         | 1998 VP15                | 10 novembre 1998  | LINEAR                               |
| 28164 -               | 1998 VY21                | 10 novembre 1998  | LINEAR                               |
| 28165 Bayanmashat     | 1998 VC25                | 10 novembre 1998  | LINEAR                               |
| 28166 -               | 1998 VP25                | 10 novembre 1998  | LINEAR                               |
| 28167 Andrewkim       | 1998 VQ25                | 10 novembre 1998  | LINEAR                               |
| 28168 Evanolin        | 1998 VY25                | 10 novembre 1998  | LINEAR                               |
| 28169 Cathconte       | 1998 VZ29                | 10 novembre 1998  | LINEAR                               |
| 28170 -               | 1998 VC30                | 10 novembre 1998  | LINEAR                               |
| 28171 Diannahu        | 1998 VV30                | 10 novembre 1998  | LINEAR                               |
| 28172 -               | 1998 VZ30                | 10 novembre 1998  | LINEAR                               |
| 28173 Hisakichi       | 1998 VY32                | 11 novembre 1998  | N. Sato                              |
| 28174 Harue           | 1998 VC33                | 12 novembre 1998  | N. Sato                              |
| 28175 -               | 1998 VM33                | 15 novembre 1998  | T. Kobayashi                         |
| 28176 -               | 1998 VV43                | 15 novembre 1998  | Spacewatch                           |
| 28177 -               | 1998 VO53                | 14 novembre 1998  | LINEAR                               |
| 28178 -               | 1998 WL1                 | 18 novembre 1998  | T. Kobayashi                         |
| 28179 -               | 1998 WR1                 | 18 novembre 1998  | T. Kobayashi                         |
| 28180 -               | 1998 WU1                 | 18 novembre 1998  | T. Kobayashi                         |
| 28181 -               | 1998 WW5                 | 19 novembre 1998  | Y. Shimizu, T. Urata                 |
| 28182 Chadharris      | 1998 WB10                | 21 novembre 1998  | LINEAR                               |
| 28183 Naidu           | 1998 WM16                | 21 novembre 1998  | LINEAR                               |
| 28184 Vaishnavirao    | 1998 WP17                | 21 novembre 1998  | LINEAR                               |
| 28185 -               | 1998 WJ18                | 21 novembre 1998  | LINEAR                               |
| 28186 -               | 1998 WK18                | 21 novembre 1998  | LINEAR                               |
| 28187 -               | 1998 WP19                | 23 novembre 1998  | LINEAR                               |
| 28188 -               | 1998 WV19                | 25 novembre 1998  | LINEAR                               |
| 28189 -               | 1998 WP22                | 18 novembre 1998  | LINEAR                               |
| 28190 -               | 1998 WU23                | 25 novembre 1998  | LINEAR                               |
| 28191 -               | 1998 WV23                | 25 novembre 1998  | LINEAR                               |
| 28192 -               | 1998 WE24                | 25 novembre 1998  | LINEAR                               |
| 28193 Italosvevo      | 1998 WY30                | 29 novembre 1998  | Farra d'Isonzo                       |
| 28194 -               | 1998 WX37                | 21 novembre 1998  | Spacewatch                           |
| 28195 -               | 1998 XW4                 | 12 dicembre 1998  | T. Kobayashi                         |
| 28196 Szeged          | 1998 XY12                | 15 dicembre 1998  | K. Sárneczky, L. Kiss                |
| 28197 -               | 1998 XZ12                | 15 dicembre 1998  | D. K. Chesney                        |
| 28198 -               | 1998 XU16                | 15 dicembre 1998  | K. Korlević                          |
| 28199 -               | 1998 XA42                | 14 dicembre 1998  | LINEAR                               |
| 28200 -               | 1998 XF44                | 14 dicembre 1998  | LINEAR                               |

## 28201-28300
| Nome                 | Designazione provvisoria | Data di scoperta | Scopritore                           |
| -------------------- | ------------------------ | ---------------- | ------------------------------------ |
| 28201 Lifubin        | 1998 XV44                | 14 dicembre 1998 | LINEAR                               |
| 28202 -              | 1998 XC47                | 14 dicembre 1998 | LINEAR                               |
| 28203 -              | 1998 XL48                | 14 dicembre 1998 | LINEAR                               |
| 28204 Liyakang       | 1998 XX50                | 14 dicembre 1998 | LINEAR                               |
| 28205 -              | 1998 XL51                | 14 dicembre 1998 | LINEAR                               |
| 28206 Haozhongning   | 1998 XO52                | 14 dicembre 1998 | LINEAR                               |
| 28207 Blakesmith     | 1998 XH53                | 14 dicembre 1998 | LINEAR                               |
| 28208 Timtrippel     | 1998 XE54                | 14 dicembre 1998 | LINEAR                               |
| 28209 Chatterjee     | 1998 XC63                | 14 dicembre 1998 | LINEAR                               |
| 28210 Howardfeng     | 1998 XF63                | 14 dicembre 1998 | LINEAR                               |
| 28211 -              | 1998 XJ64                | 14 dicembre 1998 | LINEAR                               |
| 28212 -              | 1998 XJ78                | 15 dicembre 1998 | LINEAR                               |
| 28213 -              | 1998 XS92                | 15 dicembre 1998 | LINEAR                               |
| 28214 -              | 1998 YW                  | 16 dicembre 1998 | T. Kobayashi                         |
| 28215 -              | 1998 YE1                 | 16 dicembre 1998 | T. Kagawa                            |
| 28216 -              | 1998 YU1                 | 17 dicembre 1998 | K. Korlević                          |
| 28217 -              | 1998 YO3                 | 18 dicembre 1998 | Kleť                                 |
| 28218 -              | 1998 YA6                 | 17 dicembre 1998 | K. Korlević                          |
| 28219 -              | 1998 YP8                 | 23 dicembre 1998 | K. Korlević                          |
| 28220 York           | 1998 YN12                | 28 dicembre 1998 | J. Tichá, M. Tichý                   |
| 28221 -              | 1998 YG17                | 22 dicembre 1998 | Spacewatch                           |
| 28222 Neilpathak     | 1998 YF23                | 16 dicembre 1998 | LINEAR                               |
| 28223 -              | 1998 YR27                | 27 dicembre 1998 | M. Hirasawa, S. Suzuki               |
| 28224 -              | 1999 AJ                  | 5 gennaio 1999   | K. Korlević                          |
| 28225 -              | 1999 AS                  | 7 gennaio 1999   | T. Kobayashi                         |
| 28226 -              | 1999 AE2                 | 9 gennaio 1999   | T. Kobayashi                         |
| 28227 -              | 1999 AN2                 | 9 gennaio 1999   | T. Kobayashi                         |
| 28228 -              | 1999 AU2                 | 9 gennaio 1999   | T. Kobayashi                         |
| 28229 -              | 1999 AK4                 | 9 gennaio 1999   | K. Korlević                          |
| 28230 -              | 1999 AH5                 | 10 gennaio 1999  | Y. Shimizu, T. Urata                 |
| 28231 -              | 1999 AL5                 | 10 gennaio 1999  | Y. Shimizu, T. Urata                 |
| 28232 -              | 1999 AS5                 | 12 gennaio 1999  | T. Kobayashi                         |
| 28233 -              | 1999 AV5                 | 12 gennaio 1999  | T. Kobayashi                         |
| 28234 -              | 1999 AB8                 | 13 gennaio 1999  | T. Kobayashi                         |
| 28235 Kasparvonbraun | 1999 AL8                 | 7 gennaio 1999   | LONEOS                               |
| 28236 -              | 1999 AH10                | 14 gennaio 1999  | K. Korlević                          |
| 28237 -              | 1999 AR16                | 10 gennaio 1999  | Spacewatch                           |
| 28238 -              | 1999 AB18                | 11 gennaio 1999  | Spacewatch                           |
| 28239 -              | 1999 AQ19                | 13 gennaio 1999  | Spacewatch                           |
| 28240 -              | 1999 AP21                | 14 gennaio 1999  | K. Korlević                          |
| 28241 -              | 1999 AC22                | 10 gennaio 1999  | Beijing Schmidt CCD Asteroid Program |
| 28242 Mingantu       | 1999 AT22                | 6 gennaio 1999   | Beijing Schmidt CCD Asteroid Program |
| 28243 -              | 1999 AA23                | 15 gennaio 1999  | T. Kobayashi                         |
| 28244 -              | 1999 AL31                | 14 gennaio 1999  | Spacewatch                           |
| 28245 Cruise         | 1999 AV37                | 14 gennaio 1999  | LONEOS                               |
| 28246 -              | 1999 BW1                 | 18 gennaio 1999  | K. Korlević                          |
| 28247 -              | 1999 BP3                 | 19 gennaio 1999  | K. Korlević                          |
| 28248 Barthélémy     | 1999 BQ4                 | 19 gennaio 1999  | ODAS                                 |
| 28249 -              | 1999 BX6                 | 21 gennaio 1999  | ODAS                                 |
| 28250 -              | 1999 BC8                 | 22 gennaio 1999  | K. Korlević                          |
| 28251 Gerbaldi       | 1999 BW13                | 20 gennaio 1999  | ODAS                                 |
| 28252 -              | 1999 BK15                | 26 gennaio 1999  | K. Korlević                          |
| 28253 -              | 1999 BA19                | 16 gennaio 1999  | LINEAR                               |
| 28254 Raghrama       | 1999 BC21                | 16 gennaio 1999  | LINEAR                               |
| 28255 -              | 1999 BB24                | 18 gennaio 1999  | LINEAR                               |
| 28256 -              | 1999 BL24                | 18 gennaio 1999  | LINEAR                               |
| 28257 -              | 1999 BT24                | 18 gennaio 1999  | LINEAR                               |
| 28258 -              | 1999 BM25                | 18 gennaio 1999  | LINEAR                               |
| 28259 -              | 1999 BY27                | 17 gennaio 1999  | Spacewatch                           |
| 28260 -              | 1999 BK29                | 18 gennaio 1999  | Spacewatch                           |
| 28261 -              | 1999 CJ                  | 4 febbraio 1999  | T. Kobayashi                         |
| 28262 -              | 1999 CQ4                 | 8 febbraio 1999  | K. Korlević                          |
| 28263 -              | 1999 CR4                 | 8 febbraio 1999  | K. Korlević                          |
| 28264 -              | 1999 CJ5                 | 12 febbraio 1999 | T. Kobayashi                         |
| 28265 -              | 1999 CL5                 | 12 febbraio 1999 | T. Kobayashi                         |
| 28266 -              | 1999 CP5                 | 12 febbraio 1999 | T. Kobayashi                         |
| 28267 -              | 1999 CH10                | 15 febbraio 1999 | T. Kobayashi                         |
| 28268 -              | 1999 CA14                | 8 febbraio 1999  | N. Kawasato                          |
| 28269 -              | 1999 CQ14                | 15 febbraio 1999 | K. Korlević                          |
| 28270 -              | 1999 CS14                | 15 febbraio 1999 | K. Korlević                          |
| 28271 -              | 1999 CK16                | 6 febbraio 1999  | K. Korlević                          |
| 28272 Mikejanner     | 1999 CY17                | 10 febbraio 1999 | LINEAR                               |
| 28273 Maianhvu       | 1999 CD21                | 10 febbraio 1999 | LINEAR                               |
| 28274 -              | 1999 CF21                | 10 febbraio 1999 | LINEAR                               |
| 28275 Quoc-Bao       | 1999 CM23                | 10 febbraio 1999 | LINEAR                               |
| 28276 Filipnaiser    | 1999 CN25                | 10 febbraio 1999 | LINEAR                               |
| 28277 Chengherngyi   | 1999 CN27                | 10 febbraio 1999 | LINEAR                               |
| 28278 -              | 1999 CQ27                | 10 febbraio 1999 | LINEAR                               |
| 28279 -              | 1999 CD28                | 10 febbraio 1999 | LINEAR                               |
| 28280 -              | 1999 CG28                | 10 febbraio 1999 | LINEAR                               |
| 28281 -              | 1999 CT29                | 10 febbraio 1999 | LINEAR                               |
| 28282 -              | 1999 CJ35                | 10 febbraio 1999 | LINEAR                               |
| 28283 -              | 1999 CR35                | 10 febbraio 1999 | LINEAR                               |
| 28284 -              | 1999 CG37                | 10 febbraio 1999 | LINEAR                               |
| 28285 -              | 1999 CP39                | 10 febbraio 1999 | LINEAR                               |
| 28286 -              | 1999 CJ40                | 10 febbraio 1999 | LINEAR                               |
| 28287 Osmanov        | 1999 CT42                | 10 febbraio 1999 | LINEAR                               |
| 28288 -              | 1999 CL49                | 10 febbraio 1999 | LINEAR                               |
| 28289 -              | 1999 CT50                | 10 febbraio 1999 | LINEAR                               |
| 28290 -              | 1999 CY51                | 10 febbraio 1999 | LINEAR                               |
| 28291 -              | 1999 CX52                | 10 febbraio 1999 | LINEAR                               |
| 28292 -              | 1999 CX54                | 10 febbraio 1999 | LINEAR                               |
| 28293 -              | 1999 CN57                | 10 febbraio 1999 | LINEAR                               |
| 28294 -              | 1999 CS59                | 12 febbraio 1999 | LINEAR                               |
| 28295 Heyizheng      | 1999 CE61                | 12 febbraio 1999 | LINEAR                               |
| 28296 -              | 1999 CQ63                | 12 febbraio 1999 | LINEAR                               |
| 28297 -              | 1999 CR63                | 12 febbraio 1999 | LINEAR                               |
| 28298 -              | 1999 CM64                | 12 febbraio 1999 | LINEAR                               |
| 28299 Kanghaoyan     | 1999 CH66                | 12 febbraio 1999 | LINEAR                               |
| 28300 -              | 1999 CS67                | 12 febbraio 1999 | LINEAR                               |

## 28301-28400
| Nome                 | Designazione provvisoria | Data di scoperta  | Scopritore           |
| -------------------- | ------------------------ | ----------------- | -------------------- |
| 28301 -              | 1999 CW67                | 12 febbraio 1999  | LINEAR               |
| 28302 -              | 1999 CK71                | 12 febbraio 1999  | LINEAR               |
| 28303 -              | 1999 CY72                | 12 febbraio 1999  | LINEAR               |
| 28304 -              | 1999 CC75                | 12 febbraio 1999  | LINEAR               |
| 28305 Wangjiayi      | 1999 CH79                | 12 febbraio 1999  | LINEAR               |
| 28306 -              | 1999 CV79                | 12 febbraio 1999  | LINEAR               |
| 28307 -              | 1999 CN80                | 12 febbraio 1999  | LINEAR               |
| 28308 -              | 1999 CA81                | 12 febbraio 1999  | LINEAR               |
| 28309 Ericfein       | 1999 CB81                | 12 febbraio 1999  | LINEAR               |
| 28310 -              | 1999 CT81                | 12 febbraio 1999  | LINEAR               |
| 28311 -              | 1999 CY90                | 10 febbraio 1999  | LINEAR               |
| 28312 -              | 1999 CH94                | 10 febbraio 1999  | LINEAR               |
| 28313 -              | 1999 CU99                | 10 febbraio 1999  | LINEAR               |
| 28314 -              | 1999 CG100               | 10 febbraio 1999  | LINEAR               |
| 28315 -              | 1999 CD101               | 10 febbraio 1999  | LINEAR               |
| 28316 -              | 1999 CK101               | 10 febbraio 1999  | LINEAR               |
| 28317 Aislinndeely   | 1999 CA106               | 12 febbraio 1999  | LINEAR               |
| 28318 Janecox        | 1999 CE106               | 12 febbraio 1999  | LINEAR               |
| 28319 -              | 1999 CR107               | 12 febbraio 1999  | LINEAR               |
| 28320 -              | 1999 CG110               | 12 febbraio 1999  | LINEAR               |
| 28321 Arnabdey       | 1999 CV110               | 12 febbraio 1999  | LINEAR               |
| 28322 Kaeberich      | 1999 CK111               | 12 febbraio 1999  | LINEAR               |
| 28323 -              | 1999 CP112               | 12 febbraio 1999  | LINEAR               |
| 28324 Davidcampeau   | 1999 CN114               | 12 febbraio 1999  | LINEAR               |
| 28325 -              | 1999 CK118               | 12 febbraio 1999  | LINEAR               |
| 28326 -              | 1999 CY120               | 11 febbraio 1999  | LINEAR               |
| 28327 -              | 1999 CT123               | 11 febbraio 1999  | LINEAR               |
| 28328 -              | 1999 CN125               | 11 febbraio 1999  | LINEAR               |
| 28329 -              | 1999 CD150               | 13 febbraio 1999  | Spacewatch           |
| 28330 -              | 1999 CG152               | 12 febbraio 1999  | Spacewatch           |
| 28331 Dianebérard    | 1999 CD156               | 14 febbraio 1999  | LONEOS               |
| 28332 -              | 1999 DU1                 | 18 febbraio 1999  | NEAT                 |
| 28333 -              | 1999 DW1                 | 18 febbraio 1999  | NEAT                 |
| 28334 -              | 1999 DJ2                 | 19 febbraio 1999  | T. Kobayashi         |
| 28335 -              | 1999 DN2                 | 19 febbraio 1999  | T. Kobayashi         |
| 28336 -              | 1999 DZ4                 | 17 febbraio 1999  | LINEAR               |
| 28337 -              | 1999 EA2                 | 9 marzo 1999      | Spacewatch           |
| 28338 -              | 1999 EL2                 | 10 marzo 1999     | Spacewatch           |
| 28339 -              | 1999 EC3                 | 10 marzo 1999     | J. Broughton         |
| 28340 Yukihiro       | 1999 EG5                 | 13 marzo 1999     | H. Abe               |
| 28341 Bingaman       | 1999 EU5                 | 13 marzo 1999     | R. A. Tucker         |
| 28342 Haverhals      | 1999 FB9                 | 19 marzo 1999     | LONEOS               |
| 28343 Florcalandra   | 1999 FG9                 | 20 marzo 1999     | LONEOS               |
| 28344 Tallsalt       | 1999 FE19                | 22 marzo 1999     | LONEOS               |
| 28345 Akivabarnun    | 1999 FL19                | 22 marzo 1999     | LONEOS               |
| 28346 Kent           | 1999 FV19                | 19 marzo 1999     | C. W. Juels          |
| 28347 -              | 1999 FD22                | 19 marzo 1999     | LINEAR               |
| 28348 -              | 1999 FO23                | 19 marzo 1999     | LINEAR               |
| 28349 -              | 1999 FB26                | 19 marzo 1999     | LINEAR               |
| 28350 -              | 1999 FC26                | 19 marzo 1999     | LINEAR               |
| 28351 Andrewfeldman  | 1999 FP29                | 19 marzo 1999     | LINEAR               |
| 28352 -              | 1999 FF31                | 19 marzo 1999     | LINEAR               |
| 28353 Chrisnielsen   | 1999 FH32                | 19 marzo 1999     | LINEAR               |
| 28354 -              | 1999 FV33                | 19 marzo 1999     | LINEAR               |
| 28355 -              | 1999 FW33                | 19 marzo 1999     | LINEAR               |
| 28356 -              | 1999 FF38                | 20 marzo 1999     | LINEAR               |
| 28357 -              | 1999 FB40                | 20 marzo 1999     | LINEAR               |
| 28358 -              | 1999 FW48                | 20 marzo 1999     | LINEAR               |
| 28359 -              | 1999 FP52                | 20 marzo 1999     | LINEAR               |
| 28360 -              | 1999 FU55                | 20 marzo 1999     | LINEAR               |
| 28361 -              | 1999 FF59                | 20 marzo 1999     | LINEAR               |
| 28362 -              | 1999 GP5                 | 7 aprile 1999     | Y. Shimizu, T. Urata |
| 28363 -              | 1999 GN6                 | 14 aprile 1999    | F. B. Zoltowski      |
| 28364 Bruceelmegreen | 1999 GN7                 | 7 aprile 1999     | LONEOS               |
| 28365 -              | 1999 GF14                | 15 aprile 1999    | LINEAR               |
| 28366 Verkuil        | 1999 GA16                | 9 aprile 1999     | LINEAR               |
| 28367 -              | 1999 GO16                | 15 aprile 1999    | LINEAR               |
| 28368 -              | 1999 GW18                | 15 aprile 1999    | LINEAR               |
| 28369 -              | 1999 GA21                | 15 aprile 1999    | LINEAR               |
| 28370 -              | 1999 GK34                | 6 aprile 1999     | LINEAR               |
| 28371 -              | 1999 GG39                | 12 aprile 1999    | LINEAR               |
| 28372 -              | 1999 HU                  | 18 aprile 1999    | F. B. Zoltowski      |
| 28373 -              | 1999 HL3                 | 18 aprile 1999    | CSS                  |
| 28374 -              | 1999 HL11                | 17 aprile 1999    | LINEAR               |
| 28375 -              | 1999 JC                  | 2 maggio 1999     | K. Korlević          |
| 28376 Atifjaved      | 1999 JX19                | 10 maggio 1999    | LINEAR               |
| 28377 -              | 1999 JC24                | 10 maggio 1999    | LINEAR               |
| 28378 -              | 1999 JN24                | 10 maggio 1999    | LINEAR               |
| 28379 -              | 1999 JK37                | 10 maggio 1999    | LINEAR               |
| 28380 -              | 1999 JO38                | 10 maggio 1999    | LINEAR               |
| 28381 -              | 1999 JQ39                | 10 maggio 1999    | LINEAR               |
| 28382 Stevengillen   | 1999 JZ48                | 10 maggio 1999    | LINEAR               |
| 28383 -              | 1999 JX68                | 12 maggio 1999    | LINEAR               |
| 28384 -              | 1999 JT76                | 10 maggio 1999    | LINEAR               |
| 28385 -              | 1999 JX76                | 12 maggio 1999    | LINEAR               |
| 28386 -              | 1999 JD79                | 13 maggio 1999    | LINEAR               |
| 28387 -              | 1999 JE79                | 13 maggio 1999    | LINEAR               |
| 28388 -              | 1999 JM86                | 12 maggio 1999    | LINEAR               |
| 28389 -              | 1999 JN95                | 12 maggio 1999    | LINEAR               |
| 28390 Demjohopkins   | 1999 JW131               | 13 maggio 1999    | LINEAR               |
| 28391 -              | 1999 LV11                | 9 giugno 1999     | LINEAR               |
| 28392 -              | 1999 NQ11                | 13 luglio 1999    | LINEAR               |
| 28393 -              | 1999 RB12                | 7 settembre 1999  | LINEAR               |
| 28394 Mittag-Leffler | 1999 RY36                | 13 settembre 1999 | P. G. Comba          |
| 28395 -              | 1999 RZ42                | 3 settembre 1999  | R. H. McNaught       |
| 28396 Eymann         | 1999 RY44                | 13 settembre 1999 | A. Klotz             |
| 28397 Forrestbetton  | 1999 RK53                | 7 settembre 1999  | LINEAR               |
| 28398 Ericthomas     | 1999 RE55                | 7 settembre 1999  | LINEAR               |
| 28399 -              | 1999 RY136               | 9 settembre 1999  | LINEAR               |
| 28400 Morgansinko    | 1999 RW160               | 9 settembre 1999  | LINEAR               |

## 28401-28500
| Nome                | Designazione provvisoria | Data di scoperta | Scopritore                           |
| ------------------- | ------------------------ | ---------------- | ------------------------------------ |
| 28401 -             | 1999 RT165               | 9 settembre 1999 | LINEAR                               |
| 28402 Matthewkim    | 1999 RV211               | 8 settembre 1999 | LINEAR                               |
| 28403 -             | 1999 TY                  | 1 ottobre 1999   | K. Korlević                          |
| 28404 -             | 1999 TQ5                 | 1 ottobre 1999   | K. Korlević, M. Jurić                |
| 28405 -             | 1999 TG13                | 10 ottobre 1999  | T. Urata                             |
| 28406 -             | 1999 TB100               | 2 ottobre 1999   | LINEAR                               |
| 28407 Meghanarao    | 1999 TH135               | 6 ottobre 1999   | LINEAR                               |
| 28408 van Baalen    | 1999 TS222               | 2 ottobre 1999   | LONEOS                               |
| 28409 -             | 1999 TQ226               | 3 ottobre 1999   | Spacewatch                           |
| 28410 -             | 1999 TE246               | 8 ottobre 1999   | CSS                                  |
| 28411 Xiuqicao      | 1999 TQ284               | 9 ottobre 1999   | LINEAR                               |
| 28412 -             | 1999 UY13                | 29 ottobre 1999  | CSS                                  |
| 28413 -             | 1999 UT26                | 30 ottobre 1999  | CSS                                  |
| 28414 -             | 1999 UH46                | 31 ottobre 1999  | CSS                                  |
| 28415 Yingxiong     | 1999 VE27                | 3 novembre 1999  | LINEAR                               |
| 28416 Ngqin         | 1999 VW31                | 3 novembre 1999  | LINEAR                               |
| 28417 Leewei        | 1999 VA50                | 3 novembre 1999  | LINEAR                               |
| 28418 Pornwasu      | 1999 VQ54                | 4 novembre 1999  | LINEAR                               |
| 28419 Tanpitcha     | 1999 VA67                | 4 novembre 1999  | LINEAR                               |
| 28420 -             | 1999 VC78                | 4 novembre 1999  | LINEAR                               |
| 28421 -             | 1999 VH87                | 6 novembre 1999  | CSS                                  |
| 28422 -             | 1999 VA154               | 13 novembre 1999 | CSS                                  |
| 28423 -             | 1999 WN3                 | 28 novembre 1999 | T. Kobayashi                         |
| 28424 -             | 1999 XA                  | 1 dicembre 1999  | LINEAR                               |
| 28425 Sungkanit     | 1999 XL24                | 6 dicembre 1999  | LINEAR                               |
| 28426 Sangani       | 1999 XV28                | 6 dicembre 1999  | LINEAR                               |
| 28427 Gidwani       | 1999 XP42                | 7 dicembre 1999  | LINEAR                               |
| 28428 Ankurvaishnav | 1999 XQ43                | 7 dicembre 1999  | LINEAR                               |
| 28429 -             | 1999 XF75                | 7 dicembre 1999  | LINEAR                               |
| 28430 -             | 1999 XP124               | 7 dicembre 1999  | CSS                                  |
| 28431 -             | 1999 XO136               | 13 dicembre 1999 | C. W. Juels                          |
| 28432 -             | 1999 XY168               | 10 dicembre 1999 | LINEAR                               |
| 28433 Samarquez     | 1999 XP175               | 10 dicembre 1999 | LINEAR                               |
| 28434 -             | 1999 XL176               | 10 dicembre 1999 | LINEAR                               |
| 28435 -             | 1999 XW209               | 13 dicembre 1999 | LINEAR                               |
| 28436 Davesawyer    | 1999 XJ230               | 7 dicembre 1999  | LONEOS                               |
| 28437 -             | 1999 YJ16                | 31 dicembre 1999 | Spacewatch                           |
| 28438 Venkateswaran | 2000 AG30                | 3 gennaio 2000   | LINEAR                               |
| 28439 Miguelreyes   | 2000 AM30                | 3 gennaio 2000   | LINEAR                               |
| 28440 -             | 2000 AN40                | 3 gennaio 2000   | LINEAR                               |
| 28441 -             | 2000 AE43                | 5 gennaio 2000   | LINEAR                               |
| 28442 Nicholashuey  | 2000 AN61                | 4 gennaio 2000   | LINEAR                               |
| 28443 Crisara       | 2000 AP86                | 5 gennaio 2000   | LINEAR                               |
| 28444 Alexrabii     | 2000 AP91                | 5 gennaio 2000   | LINEAR                               |
| 28445 -             | 2000 AQ95                | 4 gennaio 2000   | LINEAR                               |
| 28446 Davlantes     | 2000 AQ96                | 4 gennaio 2000   | LINEAR                               |
| 28447 Arjunmathur   | 2000 AW96                | 4 gennaio 2000   | LINEAR                               |
| 28448 -             | 2000 AN97                | 4 gennaio 2000   | LINEAR                               |
| 28449 Ericlau       | 2000 AK117               | 5 gennaio 2000   | LINEAR                               |
| 28450 Saravolz      | 2000 AB119               | 5 gennaio 2000   | LINEAR                               |
| 28451 Tylerhoward   | 2000 AD129               | 5 gennaio 2000   | LINEAR                               |
| 28452 Natkondamuri  | 2000 AD130               | 5 gennaio 2000   | LINEAR                               |
| 28453 Alexcecil     | 2000 AE131               | 6 gennaio 2000   | LINEAR                               |
| 28454 -             | 2000 AF137               | 4 gennaio 2000   | LINEAR                               |
| 28455 -             | 2000 AV137               | 4 gennaio 2000   | LINEAR                               |
| 28456 -             | 2000 AY137               | 4 gennaio 2000   | LINEAR                               |
| 28457 Chloeanassis  | 2000 AX143               | 5 gennaio 2000   | LINEAR                               |
| 28458 -             | 2000 AL144               | 5 gennaio 2000   | LINEAR                               |
| 28459 -             | 2000 AW144               | 5 gennaio 2000   | LINEAR                               |
| 28460 Ariannepapa   | 2000 AY163               | 5 gennaio 2000   | LINEAR                               |
| 28461 -             | 2000 AL164               | 5 gennaio 2000   | LINEAR                               |
| 28462 -             | 2000 AO164               | 5 gennaio 2000   | LINEAR                               |
| 28463 -             | 2000 AG168               | 7 gennaio 2000   | Farpoint                             |
| 28464 -             | 2000 AZ185               | 8 gennaio 2000   | LINEAR                               |
| 28465 Janesmyth     | 2000 AQ237               | 5 gennaio 2000   | LINEAR                               |
| 28466 -             | 2000 AV243               | 7 gennaio 2000   | LINEAR                               |
| 28467 Maurentejamie | 2000 AA244               | 7 gennaio 2000   | LINEAR                               |
| 28468 Shichangxu    | 2000 AG246               | 12 gennaio 2000  | Beijing Schmidt CCD Asteroid Program |
| 28469 -             | 2000 BU8                 | 29 gennaio 2000  | LINEAR                               |
| 28470 -             | 2000 BJ12                | 28 gennaio 2000  | Spacewatch                           |
| 28471 -             | 2000 BZ13                | 27 gennaio 2000  | T. Kobayashi                         |
| 28472 -             | 2000 BE14                | 28 gennaio 2000  | T. Kobayashi                         |
| 28473 -             | 2000 BF15                | 31 gennaio 2000  | T. Kobayashi                         |
| 28474 Bustamante    | 2000 BB30                | 30 gennaio 2000  | LINEAR                               |
| 28475 Garrett       | 2000 CU                  | 1 febbraio 2000  | CSS                                  |
| 28476 -             | 2000 CK2                 | 2 febbraio 2000  | T. Kobayashi                         |
| 28477 -             | 2000 CB4                 | 5 febbraio 2000  | LINEAR                               |
| 28478 -             | 2000 CR24                | 2 febbraio 2000  | LINEAR                               |
| 28479 Varlotta      | 2000 CF26                | 2 febbraio 2000  | LINEAR                               |
| 28480 Seojinyoung   | 2000 CL26                | 2 febbraio 2000  | LINEAR                               |
| 28481 Shindongju    | 2000 CO26                | 2 febbraio 2000  | LINEAR                               |
| 28482 Bauerle       | 2000 CK29                | 2 febbraio 2000  | LINEAR                               |
| 28483 Allenyuan     | 2000 CJ39                | 4 febbraio 2000  | LINEAR                               |
| 28484 Aishwarya     | 2000 CO43                | 2 febbraio 2000  | LINEAR                               |
| 28485 Dastidar      | 2000 CK49                | 2 febbraio 2000  | LINEAR                               |
| 28486 -             | 2000 CZ51                | 2 febbraio 2000  | LINEAR                               |
| 28487 -             | 2000 CB58                | 5 febbraio 2000  | LINEAR                               |
| 28488 Gautam        | 2000 CF58                | 5 febbraio 2000  | LINEAR                               |
| 28489 -             | 2000 CN58                | 5 febbraio 2000  | LINEAR                               |
| 28490 -             | 2000 CQ58                | 5 febbraio 2000  | LINEAR                               |
| 28491 -             | 2000 CC59                | 5 febbraio 2000  | Farpoint                             |
| 28492 Marik         | 2000 CM59                | 1 febbraio 2000  | JAS, K. Sárneczky, K. Sziládi        |
| 28493 Duncan-Lewis  | 2000 CC63                | 2 febbraio 2000  | LINEAR                               |
| 28494 Jasmine       | 2000 CW63                | 2 febbraio 2000  | LINEAR                               |
| 28495 -             | 2000 CA64                | 2 febbraio 2000  | LINEAR                               |
| 28496 -             | 2000 CR68                | 1 febbraio 2000  | Spacewatch                           |
| 28497 -             | 2000 CJ69                | 1 febbraio 2000  | Spacewatch                           |
| 28498 -             | 2000 CL70                | 7 febbraio 2000  | LINEAR                               |
| 28499 -             | 2000 CG75                | 4 febbraio 2000  | LINEAR                               |
| 28500 -             | 2000 CW76                | 10 febbraio 2000 | K. Korlević                          |

## 28501-28600
| Nome                 | Designazione provvisoria | Data di scoperta | Scopritore            |
| -------------------- | ------------------------ | ---------------- | --------------------- |
| 28501 -              | 2000 CO79                | 8 febbraio 2000  | Spacewatch            |
| 28502 -              | 2000 CV79                | 8 febbraio 2000  | Spacewatch            |
| 28503 Angelazhang    | 2000 CZ82                | 4 febbraio 2000  | LINEAR                |
| 28504 Rebeccafaye    | 2000 CD83                | 4 febbraio 2000  | LINEAR                |
| 28505 Sagarrambhia   | 2000 CP83                | 4 febbraio 2000  | LINEAR                |
| 28506 -              | 2000 CR83                | 4 febbraio 2000  | LINEAR                |
| 28507 -              | 2000 CD87                | 4 febbraio 2000  | LINEAR                |
| 28508 Kishore        | 2000 CD89                | 4 febbraio 2000  | LINEAR                |
| 28509 Feddersen      | 2000 CB92                | 6 febbraio 2000  | LINEAR                |
| 28510 -              | 2000 CC95                | 8 febbraio 2000  | LINEAR                |
| 28511 Marggraff      | 2000 CW102               | 2 febbraio 2000  | LINEAR                |
| 28512 Tanyuan        | 2000 CG103               | 6 febbraio 2000  | LINEAR                |
| 28513 Guo            | 2000 CM126               | 5 febbraio 2000  | M. W. Buie            |
| 28514 -              | 2000 DQ2                 | 26 febbraio 2000 | J. M. Roe             |
| 28515 -              | 2000 DK3                 | 27 febbraio 2000 | K. Korlević, M. Jurić |
| 28516 Möbius         | 2000 DQ3                 | 27 febbraio 2000 | P. G. Comba           |
| 28517 -              | 2000 DD7                 | 29 febbraio 2000 | T. Kobayashi          |
| 28518 -              | 2000 DE7                 | 29 febbraio 2000 | T. Kobayashi          |
| 28519 Sweetman       | 2000 DP15                | 26 febbraio 2000 | CSS                   |
| 28520 -              | 2000 DH16                | 29 febbraio 2000 | K. Korlević           |
| 28521 Mattmcintyre   | 2000 DK27                | 29 febbraio 2000 | LINEAR                |
| 28522 -              | 2000 DP34                | 29 febbraio 2000 | LINEAR                |
| 28523 -              | 2000 DH50                | 29 febbraio 2000 | LINEAR                |
| 28524 Ebright        | 2000 DA52                | 29 febbraio 2000 | LINEAR                |
| 28525 Andrewabboud   | 2000 DY57                | 29 febbraio 2000 | LINEAR                |
| 28526 -              | 2000 DV65                | 29 febbraio 2000 | LINEAR                |
| 28527 Kathleenrose   | 2000 DW68                | 29 febbraio 2000 | LINEAR                |
| 28528 -              | 2000 DC70                | 29 febbraio 2000 | LINEAR                |
| 28529 -              | 2000 DQ70                | 29 febbraio 2000 | LINEAR                |
| 28530 Shiyimeng      | 2000 DR71                | 29 febbraio 2000 | LINEAR                |
| 28531 Nikbogdanov    | 2000 DW71                | 29 febbraio 2000 | LINEAR                |
| 28532 -              | 2000 DE78                | 29 febbraio 2000 | LINEAR                |
| 28533 Iansohl        | 2000 DL78                | 29 febbraio 2000 | LINEAR                |
| 28534 Taylorwilson   | 2000 DO82                | 28 febbraio 2000 | LINEAR                |
| 28535 Sungjanet      | 2000 DE85                | 29 febbraio 2000 | LINEAR                |
| 28536 Hunaiwen       | 2000 DX97                | 29 febbraio 2000 | LINEAR                |
| 28537 Kirapowell     | 2000 DJ106               | 29 febbraio 2000 | LINEAR                |
| 28538 Ruisong        | 2000 DY106               | 29 febbraio 2000 | LINEAR                |
| 28539 -              | 2000 EO3                 | 3 marzo 2000     | LINEAR                |
| 28540 -              | 2000 EC4                 | 4 marzo 2000     | J. Broughton          |
| 28541 -              | 2000 ED6                 | 2 marzo 2000     | Spacewatch            |
| 28542 Cespedes-Nano  | 2000 EE10                | 3 marzo 2000     | LINEAR                |
| 28543 Solis-Gozar    | 2000 EF17                | 3 marzo 2000     | LINEAR                |
| 28544 -              | 2000 EM19                | 5 marzo 2000     | LINEAR                |
| 28545 -              | 2000 ED20                | 7 marzo 2000     | K. Korlević           |
| 28546 -              | 2000 EE20                | 7 marzo 2000     | K. Korlević           |
| 28547 Johannschröter | 2000 EB21                | 3 marzo 2000     | CSS                   |
| 28548 -              | 2000 EY25                | 8 marzo 2000     | Spacewatch            |
| 28549 -              | 2000 EZ25                | 8 marzo 2000     | Spacewatch            |
| 28550 -              | 2000 EC26                | 8 marzo 2000     | Spacewatch            |
| 28551 Paulomi        | 2000 EO36                | 8 marzo 2000     | LINEAR                |
| 28552 -              | 2000 EY38                | 8 marzo 2000     | LINEAR                |
| 28553 Bhupatiraju    | 2000 ED39                | 8 marzo 2000     | LINEAR                |
| 28554 Adambowman     | 2000 EB41                | 8 marzo 2000     | LINEAR                |
| 28555 Jenniferchan   | 2000 EM41                | 8 marzo 2000     | LINEAR                |
| 28556 Kevinchen      | 2000 EP41                | 8 marzo 2000     | LINEAR                |
| 28557 Lillianchin    | 2000 EY43                | 8 marzo 2000     | LINEAR                |
| 28558 Kathcordwell   | 2000 EV44                | 9 marzo 2000     | LINEAR                |
| 28559 Anniedai       | 2000 ET46                | 9 marzo 2000     | LINEAR                |
| 28560 -              | 2000 EO48                | 9 marzo 2000     | LINEAR                |
| 28561 -              | 2000 EP48                | 9 marzo 2000     | LINEAR                |
| 28562 -              | 2000 ET48                | 9 marzo 2000     | LINEAR                |
| 28563 Dantzler       | 2000 EF57                | 8 marzo 2000     | LINEAR                |
| 28564 Gunderman      | 2000 EV57                | 8 marzo 2000     | LINEAR                |
| 28565 -              | 2000 EO58                | 8 marzo 2000     | LINEAR                |
| 28566 -              | 2000 EV59                | 10 marzo 2000    | LINEAR                |
| 28567 -              | 2000 EA61                | 10 marzo 2000    | LINEAR                |
| 28568 Jacobjohnson   | 2000 EU64                | 10 marzo 2000    | LINEAR                |
| 28569 Kallenbach     | 2000 ES67                | 10 marzo 2000    | LINEAR                |
| 28570 Peterkraft     | 2000 EW75                | 5 marzo 2000     | LINEAR                |
| 28571 Hannahlarson   | 2000 EZ76                | 5 marzo 2000     | LINEAR                |
| 28572 Salebreton     | 2000 EH79                | 5 marzo 2000     | LINEAR                |
| 28573 -              | 2000 EG81                | 5 marzo 2000     | LINEAR                |
| 28574 -              | 2000 EV88                | 9 marzo 2000     | LINEAR                |
| 28575 McQuaid        | 2000 ES95                | 10 marzo 2000    | LINEAR                |
| 28576 -              | 2000 EP96                | 12 marzo 2000    | LINEAR                |
| 28577 -              | 2000 EW96                | 10 marzo 2000    | LINEAR                |
| 28578 -              | 2000 EE97                | 10 marzo 2000    | LINEAR                |
| 28579 -              | 2000 EQ97                | 10 marzo 2000    | LINEAR                |
| 28580 -              | 2000 EJ104               | 14 marzo 2000    | K. Korlević           |
| 28581 Dyerlytle      | 2000 ER105               | 11 marzo 2000    | LONEOS                |
| 28582 Haileyosborn   | 2000 EB106               | 11 marzo 2000    | LONEOS                |
| 28583 Mehrotra       | 2000 EJ108               | 8 marzo 2000     | LINEAR                |
| 28584 -              | 2000 ER110               | 8 marzo 2000     | NEAT                  |
| 28585 -              | 2000 EY110               | 8 marzo 2000     | NEAT                  |
| 28586 -              | 2000 EB113               | 9 marzo 2000     | LINEAR                |
| 28587 Mundkur        | 2000 EG114               | 9 marzo 2000     | LINEAR                |
| 28588 -              | 2000 EL114               | 9 marzo 2000     | LINEAR                |
| 28589 Nisley         | 2000 EL126               | 11 marzo 2000    | LONEOS                |
| 28590 Kyledilger     | 2000 EX126               | 11 marzo 2000    | LONEOS                |
| 28591 Racheldilger   | 2000 EC130               | 11 marzo 2000    | LONEOS                |
| 28592 O'Leary        | 2000 EP131               | 11 marzo 2000    | LINEAR                |
| 28593 Ryanhamilton   | 2000 EZ133               | 11 marzo 2000    | LONEOS                |
| 28594 Ronaldballouz  | 2000 EF134               | 11 marzo 2000    | LONEOS                |
| 28595 -              | 2000 EP136               | 12 marzo 2000    | LINEAR                |
| 28596 -              | 2000 EK137               | 7 marzo 2000     | LINEAR                |
| 28597 -              | 2000 ER137               | 9 marzo 2000     | LINEAR                |
| 28598 Apadmanabha    | 2000 EU137               | 9 marzo 2000     | LINEAR                |
| 28599 Terenzoni      | 2000 EQ138               | 11 marzo 2000    | CSS                   |
| 28600 Georgelucas    | 2000 EO141               | 2 marzo 2000     | CSS                   |

## 28601-28700
| Nome                 | Designazione provvisoria | Data di scoperta | Scopritore   |
| -------------------- | ------------------------ | ---------------- | ------------ |
| 28601 Benton         | 2000 EK147               | 4 marzo 2000     | CSS          |
| 28602 Westfall       | 2000 EL147               | 4 marzo 2000     | CSS          |
| 28603 Jenkins        | 2000 EW148               | 4 marzo 2000     | CSS          |
| 28604 -              | 2000 EB151               | 5 marzo 2000     | NEAT         |
| 28605 -              | 2000 ER152               | 6 marzo 2000     | NEAT         |
| 28606 -              | 2000 ES154               | 6 marzo 2000     | NEAT         |
| 28607 Jiayipeng      | 2000 EG156               | 9 marzo 2000     | LINEAR       |
| 28608 Sblomquist     | 2000 EU157               | 12 marzo 2000    | LONEOS       |
| 28609 Tsirvoulis     | 2000 EL158               | 12 marzo 2000    | LONEOS       |
| 28610 Stephenriggs   | 2000 EM158               | 12 marzo 2000    | LONEOS       |
| 28611 Liliapopova    | 2000 EW169               | 5 marzo 2000     | LINEAR       |
| 28612 -              | 2000 FE2                 | 25 marzo 2000    | Spacewatch   |
| 28613 -              | 2000 FG5                 | 29 marzo 2000    | T. Kobayashi |
| 28614 Vejvoda        | 2000 FO8                 | 25 marzo 2000    | Kleť         |
| 28615 -              | 2000 FS10                | 31 marzo 2000    | J. Broughton |
| 28616 -              | 2000 FD11                | 28 marzo 2000    | LINEAR       |
| 28617 -              | 2000 FB13                | 29 marzo 2000    | LINEAR       |
| 28618 Scibelli       | 2000 FK17                | 29 marzo 2000    | LINEAR       |
| 28619 -              | 2000 FP24                | 29 marzo 2000    | LINEAR       |
| 28620 Anicia         | 2000 FE26                | 27 marzo 2000    | LONEOS       |
| 28621 Marcfries      | 2000 FZ28                | 27 marzo 2000    | LONEOS       |
| 28622 Gabadirwe      | 2000 FJ29                | 27 marzo 2000    | LONEOS       |
| 28623 Olivermoses    | 2000 FX29                | 27 marzo 2000    | LONEOS       |
| 28624 -              | 2000 FM31                | 28 marzo 2000    | LINEAR       |
| 28625 Selvakumar     | 2000 FQ32                | 29 marzo 2000    | LINEAR       |
| 28626 Meghanshea     | 2000 FR32                | 29 marzo 2000    | LINEAR       |
| 28627 -              | 2000 FH33                | 29 marzo 2000    | LINEAR       |
| 28628 Kensenshi      | 2000 FF34                | 29 marzo 2000    | LINEAR       |
| 28629 Solimano       | 2000 FT34                | 29 marzo 2000    | LINEAR       |
| 28630 Mayuri         | 2000 FK35                | 29 marzo 2000    | LINEAR       |
| 28631 Jacktakahashi  | 2000 FX36                | 29 marzo 2000    | LINEAR       |
| 28632 Christraver    | 2000 FF37                | 29 marzo 2000    | LINEAR       |
| 28633 Ratripathi     | 2000 FK37                | 29 marzo 2000    | LINEAR       |
| 28634 -              | 2000 FR39                | 29 marzo 2000    | LINEAR       |
| 28635 -              | 2000 FV42                | 28 marzo 2000    | LINEAR       |
| 28636 Vasudevan      | 2000 FK45                | 29 marzo 2000    | LINEAR       |
| 28637 -              | 2000 FB48                | 29 marzo 2000    | LINEAR       |
| 28638 Joywang        | 2000 FE49                | 30 marzo 2000    | LINEAR       |
| 28639 -              | 2000 FK49                | 30 marzo 2000    | LINEAR       |
| 28640 Cathywong      | 2000 FQ49                | 30 marzo 2000    | LINEAR       |
| 28641 -              | 2000 FS49                | 30 marzo 2000    | LINEAR       |
| 28642 Zbarsky        | 2000 FZ49                | 30 marzo 2000    | LINEAR       |
| 28643 Kellyzhang     | 2000 FB50                | 30 marzo 2000    | LINEAR       |
| 28644 Michaelzhang   | 2000 FD56                | 29 marzo 2000    | LINEAR       |
| 28645 -              | 2000 FP56                | 29 marzo 2000    | LINEAR       |
| 28646 Alemran        | 2000 FO62                | 26 marzo 2000    | LONEOS       |
| 28647 -              | 2000 GW                  | 2 aprile 2000    | Spacewatch   |
| 28648 -              | 2000 GY                  | 2 aprile 2000    | Spacewatch   |
| 28649 -              | 2000 GZ1                 | 4 aprile 2000    | C. W. Juels  |
| 28650 -              | 2000 GE8                 | 5 aprile 2000    | LINEAR       |
| 28651 -              | 2000 GP8                 | 5 aprile 2000    | LINEAR       |
| 28652 Andybramante   | 2000 GM15                | 5 aprile 2000    | LINEAR       |
| 28653 Charliebrucker | 2000 GC16                | 5 aprile 2000    | LINEAR       |
| 28654 Davidcaine     | 2000 GY20                | 5 aprile 2000    | LINEAR       |
| 28655 Erincolfax     | 2000 GY25                | 5 aprile 2000    | LINEAR       |
| 28656 Doreencurtin   | 2000 GH28                | 5 aprile 2000    | LINEAR       |
| 28657 Briandempsey   | 2000 GM28                | 5 aprile 2000    | LINEAR       |
| 28658 -              | 2000 GC30                | 5 aprile 2000    | LINEAR       |
| 28659 -              | 2000 GB36                | 5 aprile 2000    | LINEAR       |
| 28660 Derbes         | 2000 GP38                | 5 aprile 2000    | LINEAR       |
| 28661 Jimdickens     | 2000 GE39                | 5 aprile 2000    | LINEAR       |
| 28662 Ericduran      | 2000 GL39                | 5 aprile 2000    | LINEAR       |
| 28663 -              | 2000 GH43                | 5 aprile 2000    | LINEAR       |
| 28664 Maryellenfay   | 2000 GV48                | 5 aprile 2000    | LINEAR       |
| 28665 Theresafultz   | 2000 GN51                | 5 aprile 2000    | LINEAR       |
| 28666 Trudygessler   | 2000 GO51                | 5 aprile 2000    | LINEAR       |
| 28667 Whithagins     | 2000 GW53                | 5 aprile 2000    | LINEAR       |
| 28668 -              | 2000 GF54                | 5 aprile 2000    | LINEAR       |
| 28669 Bradhelsel     | 2000 GG55                | 5 aprile 2000    | LINEAR       |
| 28670 -              | 2000 GO55                | 5 aprile 2000    | LINEAR       |
| 28671 -              | 2000 GW55                | 5 aprile 2000    | LINEAR       |
| 28672 Karolhiggins   | 2000 GH56                | 5 aprile 2000    | LINEAR       |
| 28673 Valholmes      | 2000 GT56                | 5 aprile 2000    | LINEAR       |
| 28674 -              | 2000 GZ59                | 5 aprile 2000    | LINEAR       |
| 28675 Suejohnston    | 2000 GB60                | 5 aprile 2000    | LINEAR       |
| 28676 Bethkoester    | 2000 GK66                | 5 aprile 2000    | LINEAR       |
| 28677 Laurakowalski  | 2000 GO66                | 5 aprile 2000    | LINEAR       |
| 28678 Lindquester    | 2000 GN67                | 5 aprile 2000    | LINEAR       |
| 28679 -              | 2000 GY68                | 5 aprile 2000    | LINEAR       |
| 28680 Sandralitvin   | 2000 GA69                | 5 aprile 2000    | LINEAR       |
| 28681 Loseke         | 2000 GH70                | 5 aprile 2000    | LINEAR       |
| 28682 Newhams        | 2000 GQ70                | 5 aprile 2000    | LINEAR       |
| 28683 Victorostrik   | 2000 GV70                | 5 aprile 2000    | LINEAR       |
| 28684 -              | 2000 GK72                | 5 aprile 2000    | LINEAR       |
| 28685 -              | 2000 GU72                | 5 aprile 2000    | LINEAR       |
| 28686 Tamsenprofit   | 2000 GK74                | 5 aprile 2000    | LINEAR       |
| 28687 Reginareals    | 2000 GP74                | 5 aprile 2000    | LINEAR       |
| 28688 Diannerister   | 2000 GQ74                | 5 aprile 2000    | LINEAR       |
| 28689 Rohrback       | 2000 GA75                | 5 aprile 2000    | LINEAR       |
| 28690 Beshellem      | 2000 GT75                | 5 aprile 2000    | LINEAR       |
| 28691 -              | 2000 GC76                | 5 aprile 2000    | LINEAR       |
| 28692 Chanleysmall   | 2000 GA78                | 5 aprile 2000    | LINEAR       |
| 28693 -              | 2000 GS79                | 5 aprile 2000    | LINEAR       |
| 28694 -              | 2000 GJ85                | 3 aprile 2000    | LINEAR       |
| 28695 Zwanzig        | 2000 GP86                | 4 aprile 2000    | LINEAR       |
| 28696 -              | 2000 GU87                | 4 aprile 2000    | LINEAR       |
| 28697 Eitanacks      | 2000 GZ88                | 4 aprile 2000    | LINEAR       |
| 28698 Aakshi         | 2000 GF89                | 4 aprile 2000    | LINEAR       |
| 28699 -              | 2000 GN89                | 4 aprile 2000    | LINEAR       |
| 28700 Balachandar    | 2000 GB90                | 4 aprile 2000    | LINEAR       |

## 28701-28800
| Nome                   | Designazione provvisoria | Data di scoperta | Scopritore          |
| ---------------------- | ------------------------ | ---------------- | ------------------- |
| 28701 -                | 2000 GK90                | 4 aprile 2000    | LINEAR              |
| 28702 -                | 2000 GH91                | 4 aprile 2000    | LINEAR              |
| 28703 -                | 2000 GM91                | 4 aprile 2000    | LINEAR              |
| 28704 -                | 2000 GU91                | 4 aprile 2000    | LINEAR              |
| 28705 Michaelbecker    | 2000 GW91                | 4 aprile 2000    | LINEAR              |
| 28706 -                | 2000 GC93                | 5 aprile 2000    | LINEAR              |
| 28707 Drewbecker       | 2000 GZ94                | 6 aprile 2000    | LINEAR              |
| 28708 -                | 2000 GR95                | 6 aprile 2000    | LINEAR              |
| 28709 -                | 2000 GY96                | 6 aprile 2000    | LINEAR              |
| 28710 Rebeccab         | 2000 GY100               | 7 aprile 2000    | LINEAR              |
| 28711 Oliverburnett    | 2000 GE101               | 7 aprile 2000    | LINEAR              |
| 28712 Elizabethcorn    | 2000 GT102               | 7 aprile 2000    | LINEAR              |
| 28713 -                | 2000 GW102               | 7 aprile 2000    | LINEAR              |
| 28714 Gandall          | 2000 GY102               | 7 aprile 2000    | LINEAR              |
| 28715 Garimella        | 2000 GW103               | 7 aprile 2000    | LINEAR              |
| 28716 Calebgonser      | 2000 GP104               | 7 aprile 2000    | LINEAR              |
| 28717 -                | 2000 GT106               | 7 aprile 2000    | LINEAR              |
| 28718 Rivergrace       | 2000 GH107               | 7 aprile 2000    | LINEAR              |
| 28719 Sahoolahan       | 2000 GN107               | 7 aprile 2000    | LINEAR              |
| 28720 Krystalrose      | 2000 GV107               | 7 aprile 2000    | LINEAR              |
| 28721 -                | 2000 GW107               | 7 aprile 2000    | LINEAR              |
| 28722 Dhruviyer        | 2000 GN108               | 7 aprile 2000    | LINEAR              |
| 28723 Cameronjones     | 2000 GX108               | 7 aprile 2000    | LINEAR              |
| 28724 Stott            | 2000 GG111               | 2 aprile 2000    | LONEOS              |
| 28725 -                | 2000 GB113               | 5 aprile 2000    | LINEAR              |
| 28726 Kailey-Steiner   | 2000 GM113               | 6 aprile 2000    | LINEAR              |
| 28727 -                | 2000 GO113               | 6 aprile 2000    | LINEAR              |
| 28728 -                | 2000 GX121               | 6 aprile 2000    | Spacewatch          |
| 28729 Moivre           | 2000 GF123               | 11 aprile 2000   | P. G. Comba         |
| 28730 -                | 2000 GU123               | 7 aprile 2000    | LINEAR              |
| 28731 -                | 2000 GX123               | 7 aprile 2000    | LINEAR              |
| 28732 Rheakamat        | 2000 GF124               | 7 aprile 2000    | LINEAR              |
| 28733 -                | 2000 GY124               | 7 aprile 2000    | LINEAR              |
| 28734 Austinmccoy      | 2000 GK125               | 7 aprile 2000    | LINEAR              |
| 28735 -                | 2000 GX125               | 7 aprile 2000    | LINEAR              |
| 28736 -                | 2000 GE133               | 12 aprile 2000   | NEAT                |
| 28737 Mohindra         | 2000 GR133               | 7 aprile 2000    | LINEAR              |
| 28738 Carolinolan      | 2000 GQ135               | 8 aprile 2000    | LINEAR              |
| 28739 Julisauer        | 2000 GW135               | 8 aprile 2000    | LINEAR              |
| 28740 Nathansperry     | 2000 GZ135               | 12 aprile 2000   | LINEAR              |
| 28741 -                | 2000 GJ136               | 12 aprile 2000   | LINEAR              |
| 28742 Hannahsteele     | 2000 GA137               | 12 aprile 2000   | LINEAR              |
| 28743 Schuitemaker     | 2000 GO142               | 7 aprile 2000    | LONEOS              |
| 28744 Annikagustafsson | 2000 GK143               | 7 aprile 2000    | LONEOS              |
| 28745 -                | 2000 GV144               | 7 aprile 2000    | Spacewatch          |
| 28746 -                | 2000 GB148               | 5 aprile 2000    | LINEAR              |
| 28747 Swintosky        | 2000 GF151               | 5 aprile 2000    | LINEAR              |
| 28748 -                | 2000 GH161               | 7 aprile 2000    | LINEAR              |
| 28749 -                | 2000 GP161               | 7 aprile 2000    | LINEAR              |
| 28750 Brennawallin     | 2000 GN165               | 5 aprile 2000    | LINEAR              |
| 28751 Eggl             | 2000 GT167               | 4 aprile 2000    | LONEOS              |
| 28752 -                | 2000 GZ176               | 3 aprile 2000    | Spacewatch          |
| 28753 -                | 2000 HA                  | 18 aprile 2000   | L. Kornoš, A. Galád |
| 28754 -                | 2000 HV1                 | 25 aprile 2000   | K. Korlević         |
| 28755 -                | 2000 HK4                 | 27 aprile 2000   | Spacewatch          |
| 28756 -                | 2000 HA6                 | 24 aprile 2000   | Spacewatch          |
| 28757 Seanweber        | 2000 HQ9                 | 27 aprile 2000   | LINEAR              |
| 28758 -                | 2000 HE10                | 27 aprile 2000   | LINEAR              |
| 28759 Joshwentzel      | 2000 HD11                | 27 aprile 2000   | LINEAR              |
| 28760 Grantwomble      | 2000 HN12                | 28 aprile 2000   | LINEAR              |
| 28761 -                | 2000 HU12                | 28 aprile 2000   | LINEAR              |
| 28762 -                | 2000 HG13                | 28 aprile 2000   | LINEAR              |
| 28763 -                | 2000 HK13                | 28 aprile 2000   | LINEAR              |
| 28764 -                | 2000 HS13                | 28 aprile 2000   | LINEAR              |
| 28765 Katherinewu      | 2000 HY13                | 28 aprile 2000   | LINEAR              |
| 28766 Monge            | 2000 HP14                | 29 aprile 2000   | P. G. Comba         |
| 28767 -                | 2000 HA17                | 24 aprile 2000   | Spacewatch          |
| 28768 -                | 2000 HP21                | 28 aprile 2000   | LINEAR              |
| 28769 Elisabethadams   | 2000 HC26                | 24 aprile 2000   | LONEOS              |
| 28770 Sarahrines       | 2000 HC27                | 27 aprile 2000   | LINEAR              |
| 28771 -                | 2000 HF32                | 29 aprile 2000   | LINEAR              |
| 28772 Bonamico         | 2000 HE34                | 25 aprile 2000   | LONEOS              |
| 28773 -                | 2000 HU35                | 28 aprile 2000   | LINEAR              |
| 28774 -                | 2000 HO36                | 28 aprile 2000   | LINEAR              |
| 28775 -                | 2000 HE37                | 28 aprile 2000   | LINEAR              |
| 28776 -                | 2000 HC41                | 28 aprile 2000   | LINEAR              |
| 28777 -                | 2000 HK41                | 28 aprile 2000   | LINEAR              |
| 28778 Michdelucia      | 2000 HG46                | 29 aprile 2000   | LINEAR              |
| 28779 Acthieke         | 2000 HV46                | 29 aprile 2000   | LINEAR              |
| 28780 Lisadeaver       | 2000 HD47                | 29 aprile 2000   | LINEAR              |
| 28781 Timothylohr      | 2000 HS48                | 29 aprile 2000   | LINEAR              |
| 28782 Mechling         | 2000 HE49                | 29 aprile 2000   | LINEAR              |
| 28783 -                | 2000 HH49                | 29 aprile 2000   | LINEAR              |
| 28784 Deringer         | 2000 HT51                | 29 aprile 2000   | LINEAR              |
| 28785 Woodjohn         | 2000 HN52                | 29 aprile 2000   | LINEAR              |
| 28786 -                | 2000 HA54                | 29 aprile 2000   | LINEAR              |
| 28787 Peterpinko       | 2000 HR54                | 29 aprile 2000   | LINEAR              |
| 28788 Hayes-Gehrke     | 2000 HW57                | 24 aprile 2000   | LONEOS              |
| 28789 -                | 2000 HE58                | 24 aprile 2000   | Spacewatch          |
| 28790 -                | 2000 HK58                | 24 aprile 2000   | Spacewatch          |
| 28791 Edithsykeslowell | 2000 HW59                | 25 aprile 2000   | LONEOS              |
| 28792 Davidlowell      | 2000 HE61                | 25 aprile 2000   | LONEOS              |
| 28793 Donaldpaul       | 2000 HM61                | 25 aprile 2000   | LONEOS              |
| 28794 Crowley          | 2000 HG64                | 26 aprile 2000   | LONEOS              |
| 28795 Alexelbert       | 2000 HO64                | 26 aprile 2000   | LONEOS              |
| 28796 Ragozzine        | 2000 HW65                | 26 aprile 2000   | LONEOS              |
| 28797 -                | 2000 HH68                | 27 aprile 2000   | LINEAR              |
| 28798 Audreymartin     | 2000 HJ69                | 25 aprile 2000   | LONEOS              |
| 28799 Christopherford  | 2000 HB72                | 25 aprile 2000   | LONEOS              |
| 28800 Speth            | 2000 HV75                | 27 aprile 2000   | LINEAR              |

## 28801-28900
| Nome                   | Designazione provvisoria | Data di scoperta | Scopritore  |
| ---------------------- | ------------------------ | ---------------- | ----------- |
| 28801 Maryanderson     | 2000 HJ76                | 27 aprile 2000   | LINEAR      |
| 28802 Boborino         | 2000 HX77                | 28 aprile 2000   | LINEAR      |
| 28803 Roe              | 2000 HR79                | 28 aprile 2000   | LONEOS      |
| 28804 -                | 2000 HC81                | 28 aprile 2000   | LINEAR      |
| 28805 Föhring          | 2000 HY85                | 30 aprile 2000   | LONEOS      |
| 28806 -                | 2000 HH87                | 30 aprile 2000   | NEAT        |
| 28807 Lisawaller       | 2000 HC90                | 29 aprile 2000   | LINEAR      |
| 28808 Ananthnarayan    | 2000 HO96                | 28 aprile 2000   | LINEAR      |
| 28809 Pierrebeck       | 2000 HY102               | 27 aprile 2000   | LONEOS      |
| 28810 Suchandler       | 2000 JS5                 | 1 maggio 2000    | LINEAR      |
| 28811 -                | 2000 JX9                 | 4 maggio 2000    | LINEAR      |
| 28812 -                | 2000 JS11                | 3 maggio 2000    | LINEAR      |
| 28813 Jeffreykurtz     | 2000 JV14                | 6 maggio 2000    | LINEAR      |
| 28814 -                | 2000 JA17                | 5 maggio 2000    | LINEAR      |
| 28815 -                | 2000 JS17                | 6 maggio 2000    | LINEAR      |
| 28816 Kimneville       | 2000 JC18                | 6 maggio 2000    | LINEAR      |
| 28817 Simoneflood      | 2000 JJ20                | 6 maggio 2000    | LINEAR      |
| 28818 Kellyryan        | 2000 JQ20                | 6 maggio 2000    | LINEAR      |
| 28819 Karinritchey     | 2000 JX20                | 6 maggio 2000    | LINEAR      |
| 28820 Sylrobertson     | 2000 JJ24                | 7 maggio 2000    | LINEAR      |
| 28821 Harryanselmo     | 2000 JV24                | 7 maggio 2000    | LINEAR      |
| 28822 Angelabarker     | 2000 JW25                | 7 maggio 2000    | LINEAR      |
| 28823 Archibald        | 2000 JM26                | 7 maggio 2000    | LINEAR      |
| 28824 Marlablair       | 2000 JY26                | 7 maggio 2000    | LINEAR      |
| 28825 Bryangoehring    | 2000 JG28                | 7 maggio 2000    | LINEAR      |
| 28826 -                | 2000 JQ28                | 7 maggio 2000    | LINEAR      |
| 28827 -                | 2000 JK29                | 7 maggio 2000    | LINEAR      |
| 28828 Aalamiharandi    | 2000 JT29                | 7 maggio 2000    | LINEAR      |
| 28829 Abelsky          | 2000 JO30                | 7 maggio 2000    | LINEAR      |
| 28830 -                | 2000 JY30                | 7 maggio 2000    | LINEAR      |
| 28831 Abu-Alshaikh     | 2000 JL32                | 7 maggio 2000    | LINEAR      |
| 28832 Akana            | 2000 JW32                | 7 maggio 2000    | LINEAR      |
| 28833 Arunachalam      | 2000 JB35                | 7 maggio 2000    | LINEAR      |
| 28834 -                | 2000 JD37                | 7 maggio 2000    | LINEAR      |
| 28835 -                | 2000 JX37                | 7 maggio 2000    | LINEAR      |
| 28836 Ashmore          | 2000 JH38                | 7 maggio 2000    | LINEAR      |
| 28837 Nibalachandar    | 2000 JN38                | 7 maggio 2000    | LINEAR      |
| 28838 -                | 2000 JA41                | 6 maggio 2000    | LINEAR      |
| 28839 -                | 2000 JG41                | 6 maggio 2000    | LINEAR      |
| 28840 -                | 2000 JB44                | 7 maggio 2000    | LINEAR      |
| 28841 Kelseybarter     | 2000 JK45                | 7 maggio 2000    | LINEAR      |
| 28842 Bhowmik          | 2000 JO45                | 7 maggio 2000    | LINEAR      |
| 28843 -                | 2000 JZ45                | 7 maggio 2000    | LINEAR      |
| 28844 -                | 2000 JS47                | 9 maggio 2000    | LINEAR      |
| 28845 -                | 2000 JP49                | 9 maggio 2000    | LINEAR      |
| 28846 -                | 2000 JQ50                | 9 maggio 2000    | LINEAR      |
| 28847 -                | 2000 JT50                | 9 maggio 2000    | LINEAR      |
| 28848 Nicolemarie      | 2000 JH53                | 9 maggio 2000    | LINEAR      |
| 28849 -                | 2000 JC54                | 6 maggio 2000    | LINEAR      |
| 28850 -                | 2000 JS54                | 6 maggio 2000    | LINEAR      |
| 28851 Londonbolsius    | 2000 JE55                | 6 maggio 2000    | LINEAR      |
| 28852 Westonbraun      | 2000 JH55                | 6 maggio 2000    | LINEAR      |
| 28853 Bukhamsin        | 2000 JX55                | 6 maggio 2000    | LINEAR      |
| 28854 Budisteanu       | 2000 JP56                | 6 maggio 2000    | LINEAR      |
| 28855 Burchell         | 2000 JN57                | 6 maggio 2000    | LINEAR      |
| 28856 -                | 2000 JZ58                | 6 maggio 2000    | LINEAR      |
| 28857 -                | 2000 JE59                | 7 maggio 2000    | LINEAR      |
| 28858 -                | 2000 JK59                | 7 maggio 2000    | LINEAR      |
| 28859 -                | 2000 JC60                | 7 maggio 2000    | LINEAR      |
| 28860 Cappelletto      | 2000 JQ60                | 7 maggio 2000    | LINEAR      |
| 28861 -                | 2000 JF62                | 7 maggio 2000    | LINEAR      |
| 28862 -                | 2000 JF65                | 5 maggio 2000    | LINEAR      |
| 28863 -                | 2000 JW65                | 6 maggio 2000    | LINEAR      |
| 28864 Franciscocordova | 2000 JG70                | 1 maggio 2000    | LONEOS      |
| 28865 -                | 2000 JX74                | 4 maggio 2000    | Spacewatch  |
| 28866 Chakraborty      | 2000 JX75                | 6 maggio 2000    | LINEAR      |
| 28867 -                | 2000 JU76                | 7 maggio 2000    | LINEAR      |
| 28868 Rianchandra      | 2000 JN77                | 7 maggio 2000    | LINEAR      |
| 28869 Chaubal          | 2000 JA84                | 5 maggio 2000    | LINEAR      |
| 28870 -                | 2000 JO85                | 2 maggio 2000    | LINEAR      |
| 28871 -                | 2000 KA6                 | 27 maggio 2000   | LINEAR      |
| 28872 -                | 2000 KF6                 | 27 maggio 2000   | LINEAR      |
| 28873 -                | 2000 KM7                 | 27 maggio 2000   | LINEAR      |
| 28874 Michaelchen      | 2000 KC15                | 28 maggio 2000   | LINEAR      |
| 28875 -                | 2000 KH18                | 28 maggio 2000   | LINEAR      |
| 28876 -                | 2000 KL31                | 28 maggio 2000   | LINEAR      |
| 28877 -                | 2000 KC41                | 28 maggio 2000   | LINEAR      |
| 28878 Segner           | 2000 KL41                | 26 maggio 2000   | P. Kušnirák |
| 28879 -                | 2000 KK42                | 28 maggio 2000   | LINEAR      |
| 28880 -                | 2000 KN46                | 27 maggio 2000   | LINEAR      |
| 28881 -                | 2000 KG48                | 27 maggio 2000   | LINEAR      |
| 28882 -                | 2000 KO48                | 27 maggio 2000   | LINEAR      |
| 28883 Kouveliotou      | 2000 KS52                | 24 maggio 2000   | LONEOS      |
| 28884 Youngjunchoi     | 2000 KA54                | 27 maggio 2000   | LONEOS      |
| 28885 -                | 2000 KH56                | 27 maggio 2000   | LINEAR      |
| 28886 Ericajawin       | 2000 KX57                | 24 maggio 2000   | LONEOS      |
| 28887 Sabina           | 2000 KQ58                | 24 maggio 2000   | LONEOS      |
| 28888 Agrusa           | 2000 KS60                | 25 maggio 2000   | LONEOS      |
| 28889 Turrentine       | 2000 KQ63                | 26 maggio 2000   | LONEOS      |
| 28890 Gabaldon         | 2000 KY65                | 27 maggio 2000   | LONEOS      |
| 28891 -                | 2000 KK75                | 27 maggio 2000   | LINEAR      |
| 28892 -                | 2000 LZ2                 | 4 giugno 2000    | LINEAR      |
| 28894 Ryanchung        | 2000 LL7                 | 6 giugno 2000    | Spacewatch  |
| 28894 -                | 2000 LT8                 | 5 giugno 2000    | LINEAR      |
| 28895 -                | 2000 LS9                 | 6 giugno 2000    | LINEAR      |
| 28896 -                | 2000 LN10                | 1 giugno 2000    | LINEAR      |
| 28897 -                | 2000 LP10                | 1 giugno 2000    | LINEAR      |
| 28898 -                | 2000 LX10                | 4 giugno 2000    | LINEAR      |
| 28899 -                | 2000 LV11                | 4 giugno 2000    | LINEAR      |
| 28900 -                | 2000 LH12                | 4 giugno 2000    | LINEAR      |

## 28901-29000
| Nome                   | Designazione provvisoria | Data di scoperta  | Scopritore                                             |
| ---------------------- | ------------------------ | ----------------- | ------------------------------------------------------ |
| 28901 -                | 2000 LJ14                | 6 giugno 2000     | LINEAR                                                 |
| 28902 -                | 2000 LZ33                | 4 giugno 2000     | NEAT                                                   |
| 28903 -                | 2000 LD35                | 1 giugno 2000     | NEAT                                                   |
| 28904 -                | 2000 ML                  | 20 giugno 2000    | NEAT                                                   |
| 28905 -                | 2000 MQ                  | 24 giugno 2000    | NEAT                                                   |
| 28906 -                | 2000 MP2                 | 24 giugno 2000    | NEAT                                                   |
| 28907 -                | 2000 MH3                 | 25 giugno 2000    | Spacewatch                                             |
| 28908 -                | 2000 NY6                 | 4 luglio 2000     | Spacewatch                                             |
| 28909 -                | 2000 NC10                | 7 luglio 2000     | LINEAR                                                 |
| 28910 -                | 2000 NH11                | 10 luglio 2000    | P. R. Holvorcem                                        |
| 28911 Mishacollins     | 2000 NB16                | 5 luglio 2000     | LONEOS                                                 |
| 28912 Sonahosseini     | 2000 NL26                | 4 luglio 2000     | LONEOS                                                 |
| 28913 -                | 2000 OT                  | 23 luglio 2000    | J. Broughton                                           |
| 28914 -                | 2000 OC12                | 23 luglio 2000    | LINEAR                                                 |
| 28915 -                | 2000 OU13                | 23 luglio 2000    | LINEAR                                                 |
| 28916 Logancollins     | 2000 OL35                | 31 luglio 2000    | LINEAR                                                 |
| 28917 Zacollins        | 2000 QR17                | 24 agosto 2000    | LINEAR                                                 |
| 28918 -                | 2000 QF21                | 24 agosto 2000    | LINEAR                                                 |
| 28919 -                | 2000 QP27                | 24 agosto 2000    | LINEAR                                                 |
| 28920 -                | 2000 QC91                | 25 agosto 2000    | LINEAR                                                 |
| 28921 -                | 2000 QZ122               | 25 agosto 2000    | LINEAR                                                 |
| 28922 -                | 2000 QK132               | 26 agosto 2000    | LINEAR                                                 |
| 28923 -                | 2000 QJ161               | 31 agosto 2000    | LINEAR                                                 |
| 28924 Jennanncsele     | 2000 QD205               | 31 agosto 2000    | LINEAR                                                 |
| 28925 -                | 2000 QY205               | 31 agosto 2000    | LINEAR                                                 |
| 28926 Adamnimoy        | 2000 QE231               | 20 agosto 2000    | LONEOS                                                 |
| 28927 -                | 2000 RA6                 | 1 settembre 2000  | LINEAR                                                 |
| 28928 -                | 2000 RY12                | 1 settembre 2000  | LINEAR                                                 |
| 28929 -                | 2000 RU13                | 1 settembre 2000  | LINEAR                                                 |
| 28930 -                | 2000 RA31                | 1 settembre 2000  | LINEAR                                                 |
| 28931 -                | 2000 RU54                | 3 settembre 2000  | LINEAR                                                 |
| 28932 Izidoro          | 2000 RY102               | 5 settembre 2000  | LONEOS                                                 |
| 28933 -                | 2000 SZ22                | 25 settembre 2000 | K. Korlević                                            |
| 28934 Meagancurrie     | 2000 SB113               | 24 settembre 2000 | LINEAR                                                 |
| 28935 Kevincyr         | 2000 SH123               | 24 settembre 2000 | LINEAR                                                 |
| 28936 Dalapati         | 2000 SF139               | 23 settembre 2000 | LINEAR                                                 |
| 28937 -                | 2000 SM162               | 21 settembre 2000 | NEAT                                                   |
| 28938 -                | 2000 SR311               | 27 settembre 2000 | LINEAR                                                 |
| 28939 -                | 2000 TO33                | 4 ottobre 2000    | LINEAR                                                 |
| 28940 -                | 2000 UD1                 | 22 ottobre 2000   | K. Korlević                                            |
| 28941 -                | 2000 UH8                 | 24 ottobre 2000   | LINEAR                                                 |
| 28942 Yennydieguez     | 2000 UJ14                | 24 ottobre 2000   | LINEAR                                                 |
| 28943 -                | 2000 UF51                | 24 ottobre 2000   | LINEAR                                                 |
| 28944 -                | 2000 UA70                | 25 ottobre 2000   | LINEAR                                                 |
| 28945 Taideding        | 2000 UA79                | 24 ottobre 2000   | LINEAR                                                 |
| 28946 -                | 2000 VW56                | 3 novembre 2000   | LINEAR                                                 |
| 28947 -                | 2000 WH12                | 22 novembre 2000  | NEAT                                                   |
| 28948 Disalvo          | 2000 WJ34                | 20 novembre 2000  | LINEAR                                                 |
| 28949 -                | 2000 WV100               | 21 novembre 2000  | LINEAR                                                 |
| 28950 Ailisdooner      | 2000 WF133               | 19 novembre 2000  | LINEAR                                                 |
| 28951 -                | 2000 WA149               | 29 novembre 2000  | NEAT                                                   |
| 28952 Ericepstein      | 2000 YG35                | 30 dicembre 2000  | LINEAR                                                 |
| 28953 Hollyerickson    | 2000 YL37                | 30 dicembre 2000  | LINEAR                                                 |
| 28954 Feiyiou          | 2000 YA41                | 30 dicembre 2000  | LINEAR                                                 |
| 28955 Kaliadeborah     | 2000 YZ58                | 30 dicembre 2000  | LINEAR                                                 |
| 28956 -                | 2001 AA45                | 15 gennaio 2001   | T. Kobayashi                                           |
| 28957 Danielfulop      | 2001 BE50                | 21 gennaio 2001   | LINEAR                                                 |
| 28958 Binns            | 2001 CQ42                | 13 febbraio 2001  | LINEAR                                                 |
| 28959 -                | 2001 DL74                | 19 febbraio 2001  | LINEAR                                                 |
| 28960 -                | 2001 DZ81                | 22 febbraio 2001  | Spacewatch                                             |
| 28961 -                | 2001 FO64                | 19 marzo 2001     | LINEAR                                                 |
| 28962 -                | 2001 FL117               | 19 marzo 2001     | LINEAR                                                 |
| 28963 Tamyiu           | 2001 FY121               | 29 marzo 2001     | W. K. Y. Yeung                                         |
| 28964 Ashokverma       | 2001 FG122               | 23 marzo 2001     | LONEOS                                                 |
| 28965 -                | 2001 FF162               | 30 marzo 2001     | NEAT                                                   |
| 28966 Yuyingshih       | 2001 HS24                | 26 aprile 2001    | W. K. Y. Yeung                                         |
| 28967 Gerhardter       | 2001 HK34                | 27 aprile 2001    | LINEAR                                                 |
| 28968 Gongmiaoxin      | 2001 HT36                | 29 aprile 2001    | LINEAR                                                 |
| 28969 Youngminjeongahn | 2001 HM57                | 25 aprile 2001    | LONEOS                                                 |
| 28970 -                | 2001 JJ4                 | 15 maggio 2001    | NEAT                                                   |
| 28971 -                | 2001 KM28                | 18 maggio 2001    | LINEAR                                                 |
| 28972 -                | 2001 KV38                | 22 maggio 2001    | LINEAR                                                 |
| 28973 -                | 2001 KN42                | 21 maggio 2001    | LINEAR                                                 |
| 28974 -                | 2001 KW59                | 26 maggio 2001    | LINEAR                                                 |
| 28975 Galinborisov     | 2001 KR69                | 22 maggio 2001    | LONEOS                                                 |
| 28976 Sevigny          | 2001 KN73                | 24 maggio 2001    | LONEOS                                                 |
| 28977 -                | 2001 KP73                | 24 maggio 2001    | LINEAR                                                 |
| 28978 Ixion            | 2001 KX76                | 22 maggio 2001    | Deep Ecliptic Survey                                   |
| 28979 -                | 2001 LW                  | 13 giugno 2001    | LINEAR                                                 |
| 28980 Chowyunfat       | 2001 LS1                 | 15 giugno 2001    | W. K. Y. Yeung                                         |
| 28981 -                | 2001 LY3                 | 13 giugno 2001    | LINEAR                                                 |
| 28982 -                | 2001 LJ17                | 15 giugno 2001    | LINEAR                                                 |
| 28983 Omergranek       | 2001 LK19                | 15 giugno 2001    | LINEAR                                                 |
| 28984 -                | 2001 MS2                 | 16 giugno 2001    | NEAT                                                   |
| 28985 -                | 2001 MP5                 | 17 giugno 2001    | NEAT                                                   |
| 28986 -                | 2001 MG13                | 23 giugno 2001    | NEAT                                                   |
| 28987 Assafin          | 2001 MP14                | 28 giugno 2001    | LONEOS                                                 |
| 28988 -                | 2001 MS23                | 27 giugno 2001    | NEAT                                                   |
| 28989 Lenaadams        | 2001 MZ24                | 16 giugno 2001    | LONEOS                                                 |
| 28990 Ariheinze        | 2001 ML27                | 20 giugno 2001    | LONEOS                                                 |
| 28991 -                | 2001 MU27                | 21 giugno 2001    | LINEAR                                                 |
| 28992 Timbrothers      | 2001 MW28                | 27 giugno 2001    | LONEOS                                                 |
| 28993 -                | 2001 NA6                 | 13 luglio 2001    | NEAT                                                   |
| 28994 Helenabates      | 2001 OO8                 | 17 luglio 2001    | LONEOS                                                 |
| 28995 Marquess         | 2001 OF46                | 16 luglio 2001    | LONEOS                                                 |
| 28996 -                | 2001 OL51                | 21 luglio 2001    | NEAT                                                   |
| 28997 -                | 2020 P-L                 | 24 settembre 1960 | C. J. van Houten, I. van Houten-Groeneveld, T. Gehrels |
| 28998 -                | 2184 P-L                 | 24 settembre 1960 | C. J. van Houten, I. van Houten-Groeneveld, T. Gehrels |
| 28999 -                | 2505 P-L                 | 24 settembre 1960 | C. J. van Houten, I. van Houten-Groeneveld, T. Gehrels |
| 29000 -                | 2607 P-L                 | 24 settembre 1960 | C. J. van Houten, I. van Houten-Groeneveld, T. Gehrels |